# حقوق زمین بومیان
حقوق زمین بومیان (انگلیسی: Indigenous land rights)، حق مردمان بومی بر حقوق زمین و منابع طبیعی موجود در آن، به صورت حقوق فردی و گروهی، بیشتر در کشورهای مستعمره است. زمین و حقوق مربوط به منابع به دلایل مختلفی برای مردم بومی از اهمیت اساسی برخوردار است، از جمله: اهمیت دینی زمین، تعیین سرنوشت، هویت، و عوامل اقتصادی.